# Tanbi Wetland Complex
Der Tanbi Wetland Complex ist ein ausgedehntes Naturschutzgebiet eines Mangrovenwaldes im westafrikanischen Staat Gambia.

## Geographie

### Ausdehnung
Der 4500 Hektar, nach anderer Quelle 6000 ha große Tanbi Wetland Complex liegt westlich der Mündung des Gambia-Flusses in den Atlantischen Ozean. Im Norden reicht das Gebiet bis an den Toll Point und erstreckt sich nordwestlich über den Cape Creek bis nahe am Cape St. Mary.
Nordwestlich ist das Gebiet durch die Insel St. Mary’s Island begrenzt, auf der sich die Hauptstadt Banjul befindet. Die Insel wird durch den Kanal Oyster Creek getrennt. Über diesen Kanal führt die Denton Bridge zum Festland in ost-westlicher Richtung. Im Westen liegt Gambias größte Stadt Serekunda, weiter südlich schließen sich die Orte Abuko und Lamin an. Südwestlich erstreckt sich das Gebiet bis zum Mandinari Point.

### Gewässer
In seinem dichten Kanalnetz fließen einige Gewässer, die zum Flusssystem des Gambias zählen, wie der Lamin Bolong und der Daranka Bolong, die sich zum Lamin-Daranka-Channel vereinigen. Weiter sind dort zu nennen der Mandinari Bolong, Cape Creek, Parkers Creek, Turnbull Bolong und der Chitabong Bolong.

### Inseln
Namentlich aufgezeichnete Inseln in diesem Gebiet sind Chitabong Island, Daranka Island und Lamin Island.

### Flora und Fauna
Das ganze Gebiet steht unter dem Einfluss von Salzwasser – der so genannten Brackwasserzone, es finden sich zahlreiche verschlungene Mangroven. Zahlreiche Sumpf- und Wasservögel lassen sich hier beobachten.